# هوي يبو
هوي يبو (بالصينية: 侯一博) مواليد 23 يوليو 1991، هي لاعبة كرة يد صينية تلعب كحارس مرمى. مثلت منتخب الصين لكرة اليد للسيدات.

## سجل المنافسة
شاركت في البطولات التالية:
- بطولة العالم لكرة اليد للسيدات 2013